# Pratovecchio
Pratovecchio är en stad och tidigare kommun i kommunen Pratovecchio Stiai provinsen Arezzo i regionen Toscana i Italien. Pratovecchio gränsade till kommunerna Bagno di Romagna, Castel San Niccolò, Londa, Montemignaio, Pelago, Poppi, Rufina, Santa Sofia och Stia.
Pratovecchio upphörde som kommun den 1 januari 2014 och bildade med den tidigare kommunen Stia den nya kommunen Pratovecchio Stia. Den tidigare kommunen hade 3 080 invånare (2013).